# Bulbuente
Bulbuente (aragónul Bulbuent) település Spanyolországban,  Zaragoza tartományban. Bulbuente Alcalá de Moncayo, Vera de Moncayo, Tarazona, Borja és Ambel községekkel határos. Lakosainak száma 240 fő (2024).

## Népesség
A település népessége az utóbbi években az alábbiak szerint változott:
| Lakosok száma | 266  | 237  | 258  | 265  | 235  | 239  | 218  | 221  | 244  | 240  |
|               | 2001 | 2004 | 2007 | 2009 | 2012 | 2014 | 2017 | 2019 | 2022 | 2024 |